# LG Optimus Hub
LG Optimus Hub (Е510) — смартфон на базе ОС Android компании LG Electronics. Это второй телефон Android, серии LG Optimus, являющийся непосредственным продолжением бестселлера LG Optimus One. Компания LG Electronics представила Optimus Hub 13 сентября 2011 года в Италии и 25 октября 2011 года. на российском рынке.

## Описание смартфона
LG Optimus Hub выполнен в виде моноблока с полностью стеклянной лицевой поверхностью из стекла Gorilla Glass, пластиковыми боковыми вставками, окрашенными под титан и пластиковой глянцевой задней панелью с текстурным рисунком. Три стандартных для Android-устройств кнопки на передней панели — сенсорные. Модуль камеры выполнен заподлицо с поверхностью задней крышки.
В LG Optimus Hub есть три механических клавиши:
- кнопка включения/разблокировки
- сдвоенные клавиши регулировки громкости звука.

Камера не имеет собственной механической кнопки и управляется с тачскрина.
На нижнем торце смартфона находятся отверстие микрофона, разъём micro USB и паз для открытия задней крышки. На верхнем торце находятся клавиша включения/выключения питания и разблокировки и 3,5-мм разъём для наушников.
В смартфоне установлено 512 МБ флеш-памяти из которой пользователю доступно 150 МБ. Так же есть слот microSD, поддерживающий карты ёмкостью до 32 ГБ. Аппарат умеет работать только с системой FAT32, имеющей ограничение в 4 ГБ на один файл.
В LG Optimus Hub используется Li-Ion аккумулятор емкостью 1500 мАч, обеспечивающий до 4.17 часа работы в режиме разговора (в сетях GSM) и до 350 часов (14 суток) работы в режиме ожидания.

## Технические особенности
LG Optimus Hub работает на Android 2.3.4, на нём установлена фирменная оболочка Optimus UI, специально доработанная для данной модели: в ней появились различные дополнительные возможности, например, вынесенная на экран блокировки панель управления плеером, позволяющая переключать музыку, не снимая блокировки смартфона.
LG Optimus Hub оснащён 3.5-дюймовым жидкокристаллическим TFT сенсорным емкостным экраном с разрешением 480 × 320 пикселей и поддержкой полноценного мультитача (до 8 касаний). Смартфон имеет камеру 5 МП со следящим автофокусом и функцией распознавания лиц. Кроме того, смартфон способен записывать VGA-видео с частотой 15 кадров в секунду и воспроизводить WVGA-видео с частотой 30 кадров в секунду.

## Варианты названий смартфона
- LG Optimus Hub
- LG Optimus Univa
- LG E510